# Dare Vršič
Dare Vršič, slovenski nogometaš, * 26. september 1984, Maribor.

## Klubska kariera
Leta 2001 je igral pri slovenskem klubu NK Mura in dosegel en gol proti NK Primorje. Leta 2003 je za dve sezoni odšel v NK Celje. Tam je igral zelo dobro in si priigral prestop na Slovaško k prvoligašu MŠK Žilina. Kmalu je prestopil v Politehnica Timişoara, kjer je v treh sezonah odigral le 21 tekem. Nato je bil posojen v NK Koper. Kariero je nadaljeval pri NK Olimpija, od koder je prestopil v FK Austria Wien. 31.1.2014 se je Dare Vršič brez odškodnine preselil v NK Maribor za 3 leta in pol, na hrbtu bo nosil številko 22. 

## Reprezentančna kariera
Za reprezentanco je debitiral pod vodstvom Matjaža Keka, 2. junija 2007 na tekmi proti Romuniji.